# Real Jardín Botánico de Peradeniya

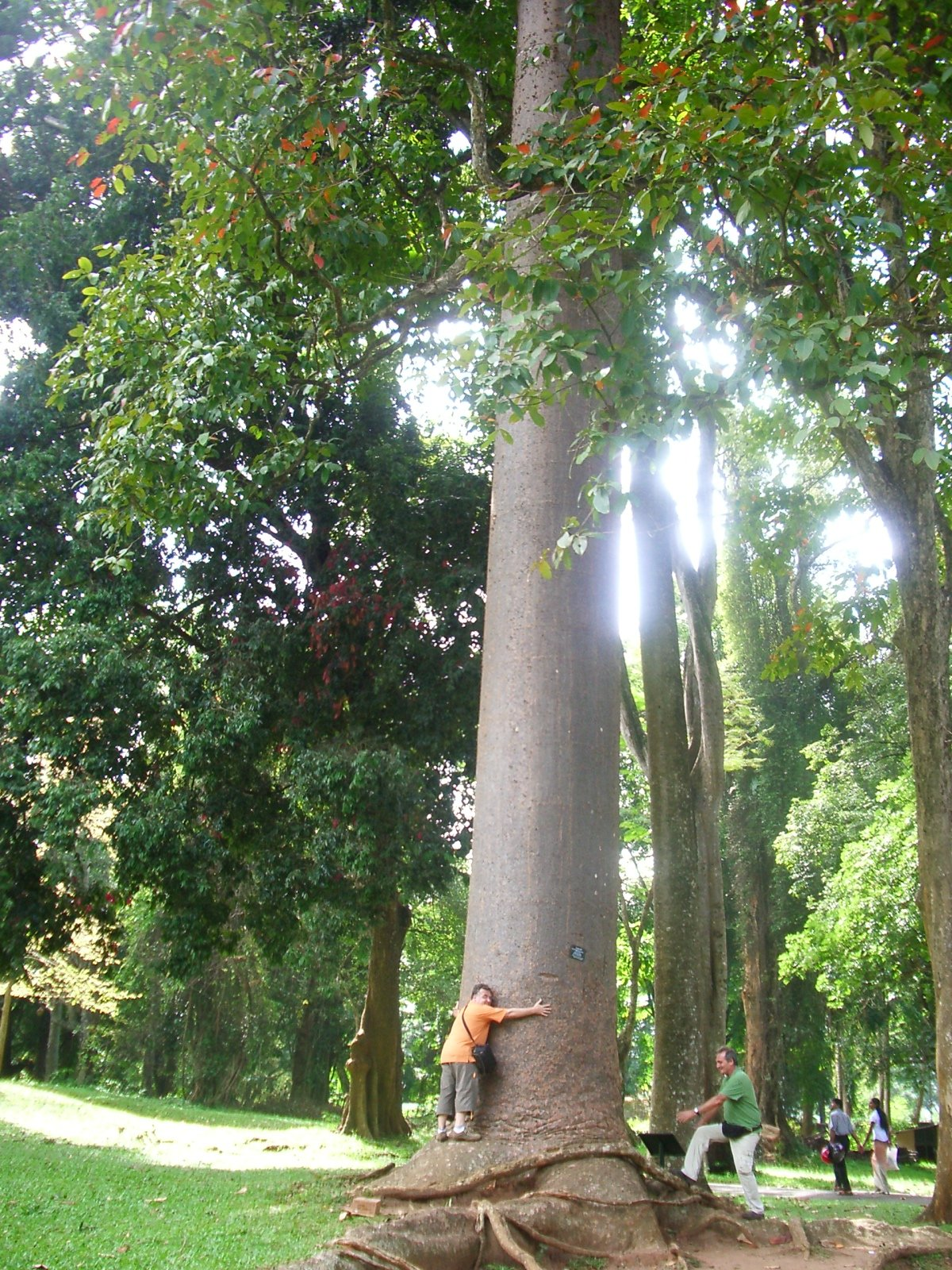
Árbol gigante en el Real Jardín Botánico de Peradeniya

El Real Jardín Botánico de Peradeniya en inglés: Royal Botanical Gardens of Peradeniya es un jardín botánico de unas 59 hectáreas (146 acres) de extensión, que se encuentra en la población de Peradeniya, en las cercanías de Kandy, Sri Lanka.

## Localización
El Real Jardín Botánico de Peradeniya se encuentra en una colina de Peradeniya, población a unos 6 kilómetros de la capital Kandy, y a unos 100 kilómetros de Colombo, Sri Lanka.

## Historia
La historia deL Real Jardín Botánico hunde sus raíces en una fecha tan lejana como 1371 en la que el rey Wickramabahu III ascendió al trono y trasladó la corte a Peradeniya cerca del río Mahaweli. 
Más adelante, en el reinado del rey Kirti Sri 1747-1780, el rey Rajadhi Rajasinghe residió aquí en una residencia temporal que le fue erigida.

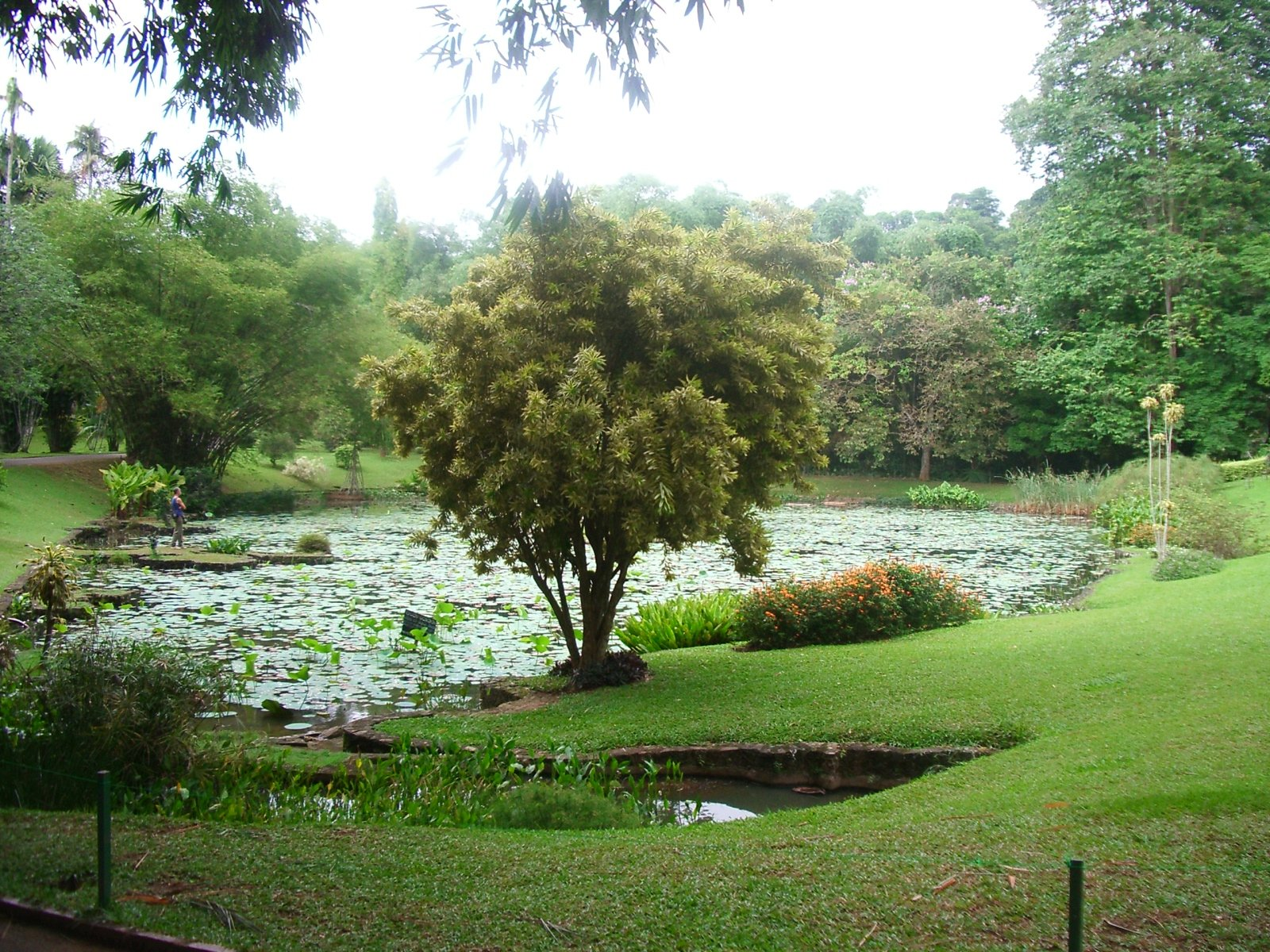
Jardín Botánico de Peradeniya.

Los edificios que aquí había fueron destruidos por los ingleses cuando ocuparon Kandy. Un sacerdote vivió aquí en las ruinas hasta que los jardines fueron rediseñados por Sr. Alexander Moon en 1821 seis años después de la conquista final del reino de Kandyan.
En 1810 por consejo de Sir Joseph Banks se abrió un jardín denominado como Kew en Slave island y designaron a William Kerr como su superintendente. 
En 1813 se trasladó el jardín a Kalutara para la recepción de plantas de interés económico que se podrían cultivar allí en mayor escala que en Slave island. William Kerr murió en 1814 y bajo el mandato de su sucesor Alexander Moon el jardín finalmente fue trasladado a Peradeniya en 1821 como el lugar más idóneo para establecer esta institución. La transferencia de las plantas exóticas del jardín de Kalutara duró por lo menos hasta 1843.
Durante el mandato de Alexander Moon se desbrozó una parte del terreno actual plantando cinamomo y café. Alexander Moon publicó en 1824 su "Catalogue of Ceylon Plants" en el cual publicó los nombres botánicos y nativos de 1, 127 plantas, indígenas de la isla.
Bajo la dirección de George Gardner en 1844 se efectuaron muchas mejoras importantes en la institución siendo su principal trabajo la exploración del país para la colección y el estudio de su flora. Al morir en 1849 le sucedió el Dr Thwaites que por más de 30 años mantuvo los jardines con una gran eficiencia, dándole al establecimiento su reputación mundial. Los jardines botánicos en Hakgala se establecieron en 1861 para la introducción del árbol de la quina en la isla y en Gampaha (Henarathgoda) fue creado un jardín botánico en 1876 para la introducción del caucho.

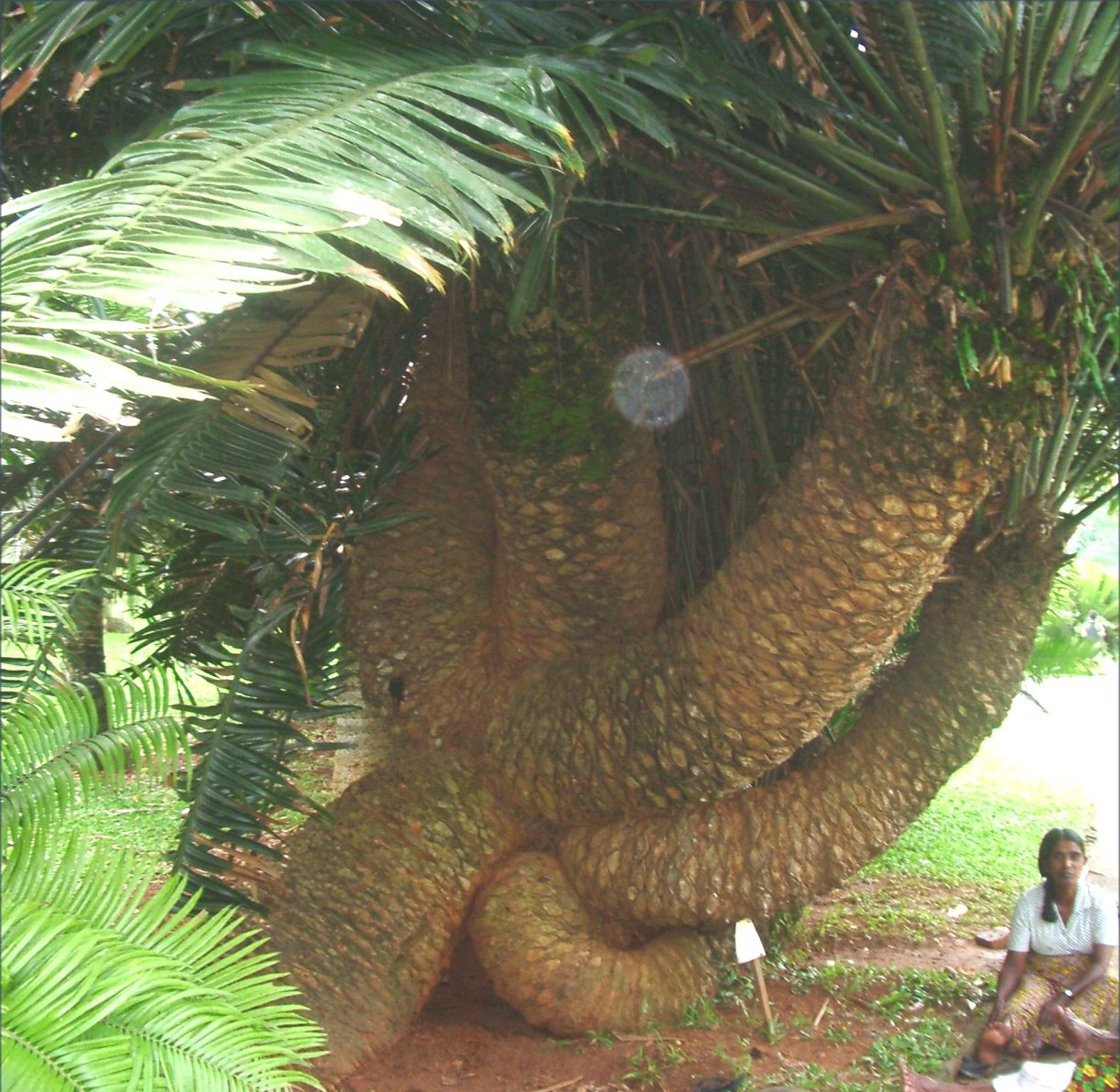
Palmera del Real Jardín Botánico de Peradeniya.

Al Dr Thwaites le sucedió el Dr Henry Trimen, bajo su mandato se aunaron la belleza y la utilidad de los jardines. El Dr Thwaites fundó el museo de la botánica económica, abrió sucursales del jardín botánico en Badulla y Anuradhapura y comenzó la publicación de su trabajo, "The Flora of Ceylon" que sin embargo fue acabado por sir Joseph D. Hooker después de la muerte de Trimen en 1896. 
Después de 1896 los trabajos en el jardín se enfocaron a un nivel más científico dirigido principalmente hacia la introducción y la aclimatación de plantas útiles y ornamentales pero en los últimos años en actividades enfocadas hacia lo económico, la botánica y la agricultura y conducidas por el Ministerio de Agricultura en 1912. 
Siendo H.F. Macmillan el superintendente de jardines botánicos en 1912 y Sr. T.H. Parsons el director del jardín en 1914. Durante el mandato de Macmillan los jardines fueron mejorados y el trabajo ampliado, publicó su gran obra "a Hand Book of Tropical Planting and Gardening". Macmillan se retiró en 1925 y Sr. T.H. Parsons continuó como superintendente hasta 1945. 

## Colecciones
El Real Jardín Botánico de Peradeniya tiene cerca de 4.000 especies de plantas. Entre sus colecciones son de destacar:
- Colección de Palmas, la mayoría de las cuales, se presentan formando unas espectaculares avenidas.
- Casa de las orquídeas, que alberga más de 300 variedades de orquídeas.
- Colección de Gimnospermas
- Plantas de flor